# سانتي كوزما إي داميانو (ايطاليا)

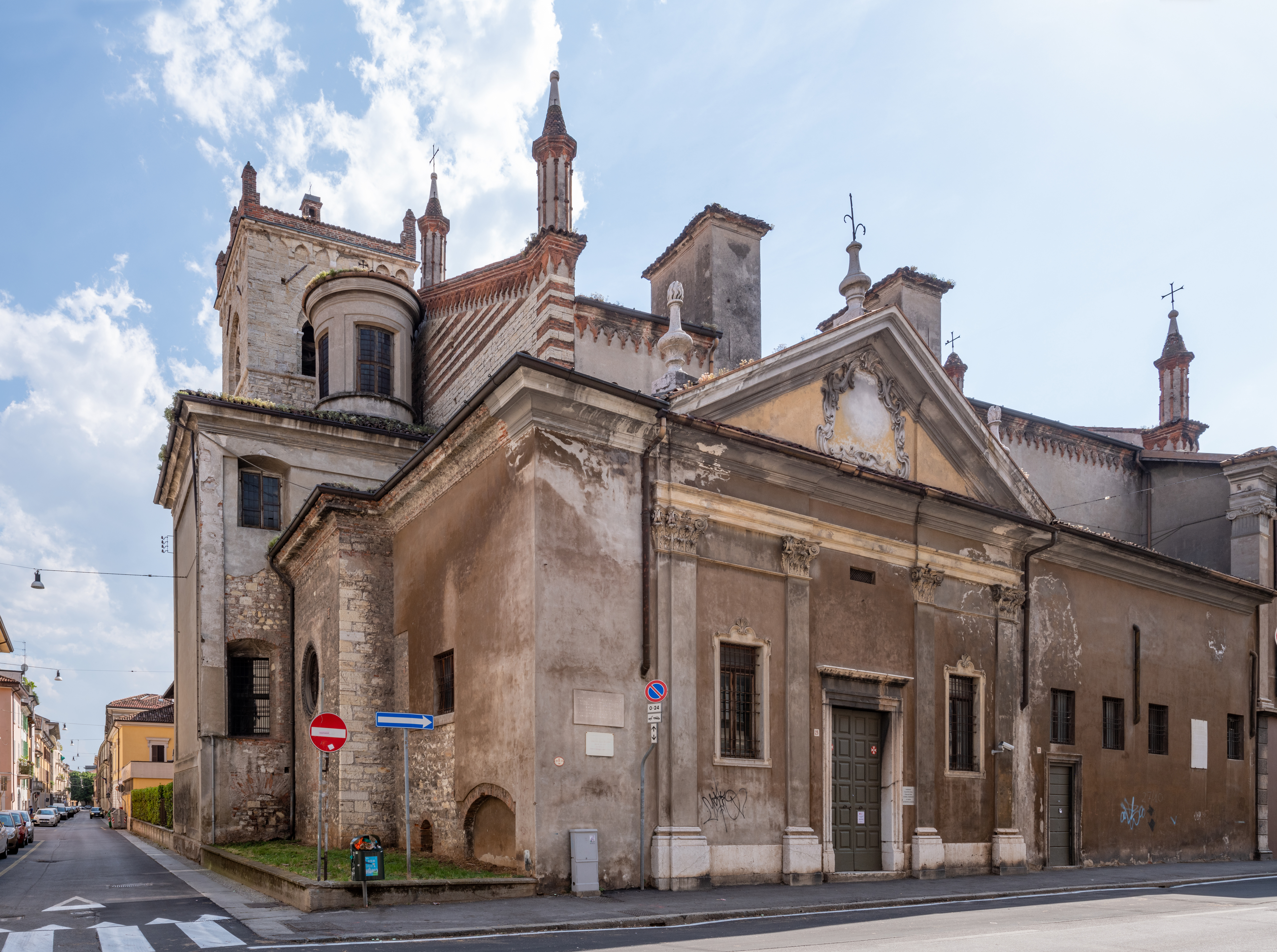
Facade of the church of Santi Cosma e Damiano in Brescia

سانتي كوزما إي داميانو؛ هي كنيسة تقع في وسط بريشيا، وهي منطقة في لومباردي بإيطاليا.  وهي عاصمة مقاطعة بريشا ويبلغ عدد سكانها (190الفا تقريبا)

## تاريخها
من القرن الثاني عشر ، لم يبق سوى برج الجرس ؛ تعود الواجهة الحالية والديكورات الداخلية بشكل أساسي إلى إعادة الإعمار في القرن الثامن عشر. يحتوي المذبح الرئيسي (القرن الثامن عشر) من الرخام متعدد الألوان على تماثيل أنطونيو كاليجاري ومذبح من تصميم جيامبيتينو سيجنارولي وسفينة سان تيزيانو من القرن السادس عشر.  بجوار الكنيسة يوجد دير يعود للقرن الخامس عشر. في عام 1923 ، وبتحريض من الشاعر المحلي أنجيلو كانوسي ، تم تسجيل أسماء الإيطاليين الذين لقوا حتفهم في الحرب في الأعمدة. 